# Amphibulus auranticeps
Amphibulus auranticeps är en stekelart som beskrevs av Luhman 1991. Amphibulus auranticeps ingår i släktet Amphibulus och familjen brokparasitsteklar. Inga underarter finns listade i Catalogue of Life.